# Julie Clary
Marie Julie Clary (26 tháng 12 năm 1771 – 7 tháng 4 năm 1845), là Vương hậu của Napoli, sau đó là của Tây Ban Nha, bà là vợ của Joseph Bonaparte, Vua của Napoli từ tháng 1 năm 1806 đến tháng 6 năm 1808, và sau đó là Vua của Tây Ban Nha và Tây Ấn thuộc Tây Ban Nha từ ngày 25 tháng 6 năm 1808 đến tháng 6 năm 1813.
Vì là vợ của Joseph Bonaparte, nên Julie Clary là con dâu trưởng của Vương tộc Bonaparte và là chị dâu của Hoàng đế Napoleon I. Bà là chị ruột của Désirée Clary là vương hậu của Thuỵ Điển và Na Uy khi trở thành vợ của Vua Charles XIV John. 

## Cuộc sống đầu đời
Marie Julie Clary sinh ra ở Marseille, Vương quốc Pháp, là con gái của François Clary (Marseille, St Ferreol, 24 tháng 2 năm 1725 – Marseille, 20 tháng 1 năm 1794), một nhà sản xuất lụa và thương gia giàu có gốc Ireland, và người vợ thứ hai của ông (kết hôn vào ngày 26 Tháng 6 năm 1759) Françoise Rose Somis (Marseille, St. Ferreol, 30 tháng 8 năm 1737 – Paris, 28 tháng 1 năm 1815). Em gái của bà, Désirée Clary, kém sáu tuổi, trở thành Vương hậu của Thụy Điển và Na Uy khi chồng cô, Nguyên soái Bernadotte được đưa lên ngôi Vua với vương hiệu Charles XIV John của Thụy Điển (Charles III John của Na Uy). Anh trai của bà, Nicolas Joseph Clary, được trao tước hiệu Đệ nhất Bá tước Clary và kết hôn với Anne Jeanne Rouyer (cháu gái của họ sau trở thành vợ đầu tiên của Joachim, Thân vương Murat thứ 4).

## Hôn nhân
Vào ngày 1 tháng 8 năm 1794, tại Cuges (tỉnh Bouches-du-Rhône), bà kết hôn với Joseph Bonaparte, anh trai của Napoléon Bonaparte. Bà cùng chồng của mình đến Lãnh địa Giáo hoàng (miền trung nước Ý ngày nay) khi ông trở thành đại sứ tại Rome vào năm 1797, và sau đó cùng ông định cư tại Paris vào năm 1740.
Năm 1804, khi em chồng của cô là Napoléon lên ngôi hoàng đế, lập ra Đệ Nhất Đế chế Pháp, ông đã phong cho anh trai Joseph tước hiệu Thân vương hoàng gia, phong Julie trở thành Nữ Thân vương hoàng gia. Trong lễ đăng quang của hoàng đế và hoàng hậu cùng năm, Julie được giao nhiệm vụ nâng tà áo của hoàng hậu cùng với các em dâu của mình.
Mặc dù Julie được cho là cư xử phù hợp với nghi thức cung đình và "hình thức hoàng gia", nhưng bà lại thích sống một cuộc sống riêng tư được bao quanh bởi gia đình và người thân trong lâu đài của bà ở Mortefontaine, Oise (đã được mua vào năm 1800), cách xa triều đình cũng như tránh xa người chồng hay ngoại tình của mình.

## Cuối đời
Julie định cư ở Brussels vào năm 1821, và sau đó ở Florence, Ý, tại Palazzo Serristori. Bà không giao du với người Pháp và được mô tả là quyến rũ, ít nói, trang nghiêm, ôn hòa và thường được mọi người yêu mến. Năm 1823, bà chia tay chị gái Desiree, người đã trở thành Vương hậu của Thụy Điển.
Năm 1840, Joseph cùng Julie đến Florence. Bất chấp việc ông ngoại tình, bà vẫn gọi Joseph là "chồng yêu dấu của tôi". Họ được chôn cạnh nhau tại Vương cung thánh đường Santa Croce, Florence. Năm 1862, Hoàng đế Napoléon III của Đệ Nhị Đế chế Pháp đã mang hài cốt của cựu vương Joseph Bonaparte về Pháp và đặt phần mộ cạnh Hoàng đế Napoléon I. Hài cốt của Julie vẫn còn ở Vương cung thánh đường Santa Croce ở Florence bên cạnh con gái bà, Charlotte, qua đời ở Lucca, Ý, vào ngày 3 tháng 3 năm 1839, ở tuổi 36, trong quá trình sinh con.